# Gang Tian
Tian Gang (Nanquim, 24 de novembro de 1958) é um matemático chinês.

## Vida
Recebeu o Prêmio Oswald Veblen de Geometria de 1996. Em 2004 foi eleito membro da Academia de Artes e Ciências dos Estados Unidos. Foi palestrante convidado do Congresso Internacional de Matemáticos em Quioto (1990: Kähler-Einstein metrics on algebraic manifolds) e palestrante plenário do Congresso Internacional de Matemáticos em Pequim (2002: Geometry and Nonlinear Analysis).
É membro da Academia de Ciências da China.